# Мочуляк, Олег Леонидович
Олег Леонидович Мочуляк (укр. Олег Леонідович Мочуляк; род. 27 сентября 1974, Одесса) — советский, украинский футболист, нападающий юношеских сборных СССР и молодёжной сборной Украины.

## Биография
Футболом начал заниматься в одесской ДЮСШ «Черноморец», у тренера О. В. Галицкого. В детской команде себя хорошо зарекомендовал, много забивал и вскоре был приглашён в юношескую сборную СССР. В её составе боролся за выход на чемпионат мира, а также принял участие в чемпионате Европы среди 17-летних, который проходил в Швейцарии. Вскоре был приглашён в главную команду города — «Черноморец». В нападении той команды играли опытные Иван Гецко и Сергей Гусев, составить им конкуренцию семнадцатилетнему парню было сложно. В основном составе, в последнем чемпионате СССР, Мочуляк сыграл только три матча.
Первый чемпионат в независимой Украине форвард провёл в «Черноморце-2», во второй лиге. Но уже следующее первенство начал в высшей лиге, в тернопольской «Ниве», куда его пригласил президент клуба Владимир Григорьевич Аксёнов, который раньше тренировал юношескую сборную Украины и хорошо знал возможности Мочуляка. Возглавлял коллектив земляк нападающего, известный в прошлом футболист Леонид Буряк. В команде, где лидерами были В. Тернавский, Д. Тяпушкин, С. Леженцев, Мочуляк вписался в основной состав, забив во втором круге 7 мячей. А в сезоне 1993/1994 забил 14 голов, став четвёртым в реестре лучших бомбардиров чемпионата.
После двух удачных сезонов в тернопольской команде Мочуляк получил немало хороших предложений из-за рубежа. Но мечта играть в родном клубе и желание, возглавившего к тому времени «Черноморец» Леонида Буряка видеть в своём клубе футболиста, склонили выбор нападающего в пользу одесситов. Вначале всё складывалось неплохо, Мочуляк начал регулярно выходить в составе, забил два гола. Но потом заболел воспалением лёгких. После длительного лечения и восстановления, вновь пробиться в основной состав уже не смог.
В 1995 году находился на просмотре в бельгийском «Андерлехте», где оставил о себе благоприятное впечатление, но трансфер не состоялся, так как клубы не договорились о цене на игрока. По возвращении из Бельгии возник вариант с одним из клубов Израиля, но власти страны из-за неурядиц с визами не разрешили въезд.
В 1996 году Мочуляк оказался в екатеринбургском «Уралмаше», выступавшем в высшей лиге чемпионата России. В первом же официальном матче за команду (1-й тур чемпионата — гостевая игра с московским «Торпедо», 1:1) отметился голом. Играл за «Уралмаш» в Кубке Интертото. Но в клубе начались проблемы с финансированием, команду начали покидать многие футболисты, в том числе и Мочуляк. Вернувшись в Одессу, затем подписал соглашение с российским клубом «Газовик-Газпром», хотя задержался там ненадолго, перейдя в «Уралан», который в то время тренировал Павел Яковенко, а за команду играли многие украинские футболисты. Внеся свою лепту в победу элистинского клуба в первой лиге, Мочуляк всё же покинул команду, вернувшись в Одессу, где поддерживал форму в любительском коллективе «Рыбак-Дорожник». За это время поступило несколько предложений о продолжении карьеры. Мочуляк выбрал вариант с СК «Одесса». Отыграв полтора сезона во втором одесском клубе, вернулся в родной «Черноморец», который к тому времени вернулся в высшую лигу. Регулярно играл в основе, но по итогам сезона 1999/00 клуб вновь опустился в низший дивизион. К 2001 году истёк срок контрактного соглашения с клубом, и Мочуляк решил его не продлевать.
В 2001 году подписал контракт с «Таврией». Начало года сложилось для Мочуляка не очень удачно: травма голеностопа вывела игрока из строя на два месяца, но обошлось без осложнений, и футболист вновь вернулся в строй. Карьера в новом клубе складывалась неплохо, несмотря на то, что приходилось играть на новых для него позициях инсайда и опорного полузащитника. Тем не менее, через год футболист был выставлен на трансфер.
Очередным клубом в карьере нападающего стал молдавский «Зимбру», хотя заиграть в кишинёвском клубе было не суждено. С приходом в команду румынского тренера Габи Стана, который привёз с собой 12 игроков соотечественников, места в основном составе Мочуляку не нашлось, а за переход в другой клуб, руководство «Зимбру» просило завышенную трансферную стоимость. В этот период вынужденного простоя поддерживал форму играя в одесских любительских коллективах «Иван» и «Сигнал». Лишь с помощью профсоюза футболистов Украины, удалось добиться статуса свободного агента.
С 2005 года начался азиатский период карьеры футболиста, продлившийся почти 5 лет. В начале был «Тараз», где приходилось играть в почти 50-градусную жару. В первом же сезоне стал обладателем Кубка Казахстана, дважды — в 2004 и 2006 годах — становился лучшим бомбардиром клуба в сезоне. В 2005 году полсезона отыграл в «Атырау», откуда перебрался в клуб «Женис»(Астана), с которым во второй раз стал обладателем Кубка Казахстана. В 2006 году вновь вернулся в «Тараз». Чтобы не считаться легионером, принял казахстанское гражданство. В 2008 году уехал в Узбекистан, заключив контракт с ФК «Бухара». Здесь футболист не доиграл до конца чемпионата три месяца. Пришедшее новое руководство узбекского клуба решило, что легионеры слишком много зарабатывают и отказались выполнять контрактные обязательства перед игроком. После чего личное соглашение было футболистом расторгнуто в одностороннем порядке, а документы по этому делу были направлены в соответствующую комиссию ФИФА. Вскоре получил предложение от тренера «Машъала» Владимира Бондаренко, играть в этом клубе, но местная федерация заблокировала этот переход. В результате этих событий игрок на полгода оказался вне футбола.
В 2009 году, возвратившись из Узбекистана, футболист подумывал о завершении своей карьеры, но поступило ещё одно предложение продолжить выступления от перволигового клуба «Днестр» (Овидиополь), и Олег вновь вернулся в профессиональный футбол. Сыграв в осенней части первенства 8 игр, отметился 5 забитыми мячами и 3 результативными передачами и был одним из лучших в овидиопольском коллективе. Летом 2010 года, Мочуляк завершил активную карьеру.

## Личная жизнь
Жена Екатерина, сын Ренат (1998 г. р.) — футболист, дочь Лолита (1996 г. р.), дочь Малика (2014 г. р.).

## Достижения
- Обладатель Кубка Украины по футболу: 1992
- Обладатель Кубка Казахстана: 2004, 2006
- Обладатель Кубка Молдавии: (2002)
- Серебряный призёр чемпионата Украины: 1994/95, 1995/96
- Серебряный призёр чемпионата Молдавии: 2002
- Победитель первого дивизиона России: 1997